# Reinhold Glière
Reinhold Moritzevitj Glière (ryska: Peйнгoльд Mopицeвич Глиэp, Rejngold Moritsevitj Glier), född 11 januari 1875, död 23 juni 1956, var en rysk/sovjetisk kompositör. 
Glière var andra son till den tyske blåsinstrumentmakaren Ernst Moritz Glier (1834-1896) från Sachsen, som emigrerade till Kiev och där gifte sig med Józefa (Josephine) Karczak (1849-1935) från Warszawa. Hans uppväxtnamn var Rejngold (ryska) eller Reinhold (tyska) Ernst Glier. Omkring år 1900 ändrade han sitt efternamn till Glière, som gav upphov till uppfattningen (omnämnd första gången av L. Sabanev 1927) om att han skulle härstamma från Frankrike eller Belgien.

## Biografi
Glière började på musikskolan i Kiev 1891, där han lärde sig spela fiol. Bland lärarna fanns Otakar Ševčík. 1894 började han på Moskvakonservatoriet, där han bland annat studerade kontrapunkt för Sergej Tanejev, komposition för Michail Ippolitov-Ivanov, fiol för Jan Hrimaly och harmonilära för Anton Arenskij och Georgi Konjus. Han utexaminerades 1900 efter att ha komponerat en enaktsopera, 'Jord och himmel' (efter George Gordon Byron) och tillägnats en guldmedalj i komposition. De följande åren undervisade Glière på musikskolan Moskva Gnesin. 1902 fann Taneev två privatelever åt honom: Nikolaj Mjaskovskij och den elvaårige Sergej Prokofjev, i vars föräldrars bostad, Sontsovka, Glière undervisade. Mellan 1905 och 1908 studerade Glière dirigering i Berlin under Oskar Fried. En av dem han träffade där var Sergej Kusevitskij, som senare skulle dirigera premiären av Glières andra symfoni, som ägde rum i Berlin den 23 januari 1908. När han kom tillbaka till Moskva fortsatte han med undervisningen på Gnesin. Under de följande åren komponerade Glière bland annat den symfoniska dikten Sireny (1908), symfonin Ilja Muromets (1911) och balettpantomimen Kris (1912). 1913 fick han ett förordnande vid musikskolan i Kiev, som strax efter upphöjdes till musikkonservatorium. Ett år senare tillsattes han som dess ledare. I Kiev undervisade han bland andra Levko Revoutski, Borys Ljatosjynsky och Vernon Duke (Vladimir Dukelsky).
1920 flyttade Glière till Moskvakonservatoriet, där han (med vissa avbrott) undervisade fram till 1941. Boris Aleksandrov, Aram Chatjaturjan, Aleksandr Davidenko, Lev Knipper och Aleksandr Mosolov var några av hans elever. Under några år innehade han platser i organisationen Proletkul't och arbetade med Folkets Intendentur i Utbildning. Numera var teatern det mest centrala i hans arbeten. 1923 inbjöds han av Folkkommissariatets utbildning i Azerbajdzjan att komma till Baku för att där komponera prototypen till en azerbajdzjansk nationalopera. Resultatet av hans etnografiska forskning blev operan Shakh-Senem, en hörnsten i den Sovjet-azerbajdzjanska traditionella nationaloperan. Här kombineras 'ryska klassiker' som Glinka fram till Skrjabin med material från folkvisor och symfonisk orientalism. Inspirerad av ballerinan Ekaterina Vasilevna Geltser (1876-1962), skrev han 1927 musiken till baletten Krasnyj mak (Den röda vallmon), senare omdöpt för att undvika sambandet med opium, till Krasnyj cvetok (Den röda blomman, 1955). Den röda vallmon berömdes "som den första sovjetiska baletten om ett revolutionärt ämne". Detta är antagligen hans mest kända arbete, såväl i Sovjet som utomlands. Balettpantomimen Kris fick nypremiär strax efter Vallmon, och följdes av den populära baletten Komiker (1931, senare omarbetad och omdöpt till Dottern från Kastilien) efter Lope de Vega.
Efter revolutionen 1917 besökte Glière, till skillnad från många andra kända ryska kompositörer, aldrig väst. Han gav istället konserter i Sibirien och andra avlägsna delar av Sovjetunionen. I slutet av 1930-talet arbetade han i Uzbekistan med att "hjälpa till att utveckla musiken". Vid den här tiden uppkom musikdramat Gjulsara och operan Lejli va Medûnun, båda komponerade tillsammans med uzbekiern Talib Sadykov (1907-1957). Mellan 1938 och 1948 var Glière ordförande i organisationskommittén för "Föreningen för sovjetiska kompositörer". Glière hade redan före revolutionen mottagit Glinkapriset tre gånger. Under sina sista levnadsår fick han motta fler priser: Azerbajdzjan (1934), Ryska sovjetrepubliken (1936), Uzbekistan (1937) och USSR (1938) utnämnde honom till Folkets artist. Doktorshatten för konstnärlig forskning mottog han 1941. Han vann första klassens Stalinpriser för Konsert för sång och orkester (1946), Fjärde stråkkvartetten (1948) och Bronsryttaren (1950).
Som elev till Taneev och "medlem" i kretsen runt den i Sankt Petersburg verksamme förläggaren Mitrofan Beljaev verkade Glière vara ämnad till kammarmusiker. 1902 skrev Arenskij om Sextett opus 1, där han skriver om Taneev som en förebild och berömmer Glière. Till skillnad från Taneev, kände sig Glière mer intresserad av nationella ryska musiktraditionen, som han undervisades i av Rimskij-Korsakovs elever Ippolitov-Ivanov och Arenskij. Aleksandr Glazunov beskrev t.o.m. "en påträngande rysk musikstil" i Glières Första symfoni. I den Tredje symfonin, Ilja Muromets, ser han en syntes av rysk musiktradition och impressionistisk förfining. Premiären ägde rum i Moskva 1912 och resulterade i ett Glinkapris. Symfonin skildrar, i fyra tablåer, den ryska hjälten Ilja Muromets' äventyr och tragiska död. Verket spelades vida omkring, både i Sovjet och utomlands, och gav honom internationell berömmelse. Det blev ett populärt nummer i Leopold Stokowskis omfattande repertoar, som gjorde, med Glières samtycke, en förkortad version som var ungefär hälften så lång som originalet. Ilja Muromets' kultstatus idag beror mycket på originaluppsättningen, men Ilja Muromets visar inte minst även den höga kvalitén på Glières arbeten. Arbetet har ett relativt modernt språk, en massiv "wagneriansk" instrumentering och långa, lyriska repliker.
Trots sitt politiska engagemang efter oktoberrevolutionen, fortsatte Glière att hålla sig utanför smutskastningen mellan "Föreningen för modern musik" och "Ryska föreningen av proletära musiker" under det sena 1920-talet. Glière koncentrerade sig huvudsakligen på storslagna operor, baletter och kantater. Hans idiomatiska symfonier, vilka kombinerade slaviska, episka dikter med sångbar lyrik, styrdes av en rik och färgstark harmonik, tillsammans med ljusa och välbalanserade orkestrala färger, och perfekta traditionella former.
Detta ledde till att hans musik accepterades av både tsaren och de sovjetiska myndigheterna, men skapade också förbittring hos många kompositörer som på ett eller annat sätt förföljdes av sovjetregimen. Som en senare genuin representant av den förrevolutionära, nationella ryska skolan, det vill säga som en "tidlös musiker", var Glière skyddad från "formella" tillrättavisningar (mest "moderniteter" eller "borgerlig dekadens"). De ökända utrensningarna 1936 och 1948 passerade förbi Glière obemärkt.
Koncert för harpa (opus 74, 1938), Coloratura soprano (opus 82, 1943) och Horn (opus 91, 1950, tillägnad Valery Polekh), som även blev populära i västvärlden, måste ses som 'skickligt komponerad musik'. Kompositionerna från hans lärotid, hans kammarmusik, pianostycken och sångerna från hans tid på musikskolan i Moskva är idag närmast okända.

## Viktiga verk

### Orkestrala verk
- Symfoni nr. 1, opus 8 (1900)
- Symfoni nr. 2, opus 25 (1907)
- Symfoni nr. 3 (Ilja Muromets), opus 42 (1911)
- Sireny (Sirenerna), symfonisk dikt, opus 33 (Musikåret 1908)
- Zaporoûcy (Zaporozhykosackerna), symfonisk diktbalett, opus 64 (1921, endast framförd som konsert)
- Na prazdnik Kominterna! (Fantasi för kominternfesten), fantasi för militärens blåsorkester (Musikåret 1924)
- Mars Krasnoj Armii (Marsch för Röda armén), för blåsorkester (1924)
- Symfoniskt fragment (1934
- Geroitsheskij mars Burjatskoj-Mongolskoj ASSR (Heroisk marsch för Burjat-Mongoliska ASSR), opus 71, (1934-1936)
- Torûestvennaja uvertjura k 20-letiju Oktjabrja (Festlig ouvertyr för 20-årsjubileet av Oktoberrevolutionen), opus 72 (1937)
- Pochodnyj mars (Slagfältsmarsch), för blåsorkester, opus 76 (1941)
- Druûba narodov (Folkets vänskap), ouvertyr till det femte jubileet av Sovjets konstitution, opus 79 (1941)
- 25 let Krasnoj Armii (Röda Armén 25 år), ouvertyr för blåsorkester, opus 84 (1943)
- Pobeda (Seger), ouvertyr, opus 86 (1944); versionen för blåsorkester opus 86a
- Konsertvals, opus 90 (1950)

### Konserter
- Konsert för harpa och orkester, opus 74 (1938)
- Konsert för koloratursopran och orkester, opus 82 (1943)
- Konsert för cello och orkester, opus 87 (1946)
- Konsert för horn och orkester, opus 91 (1950)
- Konsert för fiol och orkester (konsertallegro), opus 100 (1956), färdigställd och orkestrerad av Borys Ljatosjynsky.

### Vokalverk
- Gjul'sara, opera, opus 96 (1936), medförfattare Talib Sadykov
- Sach-Senem, opera, opus 69 (1923-1925)
- Lejli va Medûnun [uzbekistansk] opera, opus 94 (1940, medförfattare Talib Sadykov

### Baletter
- Krasnyj mak (Den röda vallmon) opus 70 (1927, omdöpt 1955 till Krasnyj cvetok (Den röda blomman))
- Mednyj vsadnik (Bronsryttaren, efter Aleksandr Pusjkin) opus 89 (1948/1949)
- Komedianty (Komikerna) opus 68 (1922, senare omdöpt till Doc Castilii (Döttrarna av Kastilien)
- Taras Bul'ba (efter Nikolaj Gogol) opus 92 (1952)

### Kammarmusik
- Intermezzo och tarantella för kontrabas och piano, opus 9, nr. 1 och nr. 2
- Preludium och scherzo för kontrabas och piano, opus 32, nr. 1 och nr. 2
- Stråkorkester (kvartett) nr. 1, opus 2 (1899)
- Stråkorkester (kvertett) nr. 2, opus 20 (1905)
- Stråkorkester (kvartett) nr. 3, opus 67 (1927)
- Stråkorkester (kvartett) nr. 4, opus 83 (1943)
- Stråkorkester (sextett) nr. 1, opus 1 (1898)
- Stråkorkester (sextett) nr. 2, opus 7 (1904)
- Stråkorkester (sextett) nr. 3, opus 11 (1904)
- Stråkorkester (oktett), opus 5 (1902)